# Станкевич, Станислав Иосифович
Станисла́в Ио́сифович Станке́вич (бел. Станіслаў Іосіфавіч Станкевіч; 23 февраля 1907, Орленяты, Ошмянский уезд, Виленская губерния — 6 ноября 1980, Нью-Йорк) — белорусский литературовед, публицист и редактор, педагог, общественный деятель, коллаборационист. Племянник белорусского лингвиста Яна Станкевича. Бургомистр Борисова в 1941—1943 гг. Окончил Вильнюсский университет, доктор философии (1936). Во время оккупации — бургомистр Борисовского уезда, позднее — деятель белорусской эмиграции, националист, учёный, наместник председателя БЦР в Барановичском округе. После войны входил в руководство Антибольшевистского блока народов.

## Биография
Родился в селе Орленяты Кревской волости Ошмянского уезда Виленской губернии в 1907 году. Учился в Виленской белорусской гимназии, а затем в Виленской польской гимназии, которую окончил в 1927 году.
В 1933 году в Университете им. Стефана Батория в Вильне защитил магистерскую диссертацию, там же в 1936 году получил степень доктора философии в области польской и славянской литературы.
В 1934-37 годах Станкевич работал учителем польского языка и литературы в школах.
Участвовал в Белорусском студенческом союзе, был редактором журнала «Студэнцкая Думка». Публиковался в единственном белорусском лингвистическом журнале «Роднае слова».
После присоединения Западной Белоруссии к СССР работал преподавателем Учительского института в Новогрудке.

### Деятельность во время оккупации
Во время Второй мировой войны сотрудничал с властями Третьего Рейха, исполнял обязанности бургомистра Борисова и участвовал в деятельности Белорусской центральной рады за что после окончания войны обвинялся в коллаборационизме.
Во время оккупации Белоруссии принимал активное участие в убийстве евреев — узников Борисовского гетто.
Оценка деятельности Станкевича во время войны вызывает дискуссии в связи с тем, что в 1982 году в США была издана книга юриста Джона Лофтуса, который делал утверждения о непосредственном участии Станкевича в убийстве евреев, что не подтверждается архивными документами. При этом советские власти, также публикуя такие утверждения, не требовали выдачи Станкевича как военного преступника. Ряд публикаций белорусских националистов после 1991 года подавал деятельность Станкевича в годы войны как направленную на возрождение белорусского народа.
Как утверждает Олег Лицкевич в журнале «Беларуская думка», архивные документы допроса бывшего начальника управления безопасности Борисова и Борисовского района Давида Эгофа от 28 февраля 1947 года, раскрывающие роль Станкевича как пособника нацистов, были частично сфальсифицированы. В машинописной копии допроса на стр. 274 есть фраза:

После уничтожения еврейского населения г. Борисова, проведенного 7 ноября 1941 г., бургомистр города доктор Станкевич Станислав увез на машинах вещи убитых евреев для нужд созданной немцами националистической организации «Белорусская народная самопомощь», руководителем которой он являлся
Этот текст отсутствует в рукописном подлиннике протокола допроса в уголовном деле Эгофа в архиве КГБ.
Тем не менее достоверно известно, что Станкевич принимал участие в организации полиции в Борисове, лично руководил переписью населения для выявления евреев, а накануне уничтожения еврейского гетто организовал банкет, на котором вдохновлял полицейских на очистку города «от жидовского засилья».
В 1944—1945 в Германии редактировал газету «Раніца» (Утро), финансировавшуюся восточным министерством.

### После Второй мировой войны
После окончания войны Станислав Станкевич жил в Германии. С 1945 года входил в руководство Антибольшевистского блока народов. В эмиграции Станкевич вместе с Николаем Абрамчиком обновляет Раду БНР, продолжает заниматься как политической так и научной деятельностью.
В ЦРУ Станкевичу был присвоен криптоним AECAMBISTA-17.
В 1948–1962 гг. является редактором крупнейшей газеты белорусской диаспоры — «Бацькаўшчына», создал в Германии филиал нью-йоркского Белорусского Института Науки и Искусства.
Согласно статье Олега Лицкевича, Станкевич в 1961–1962 годах был директором Института по изучению истории и культуры СССР. По другим сведениям, он возглавлял учёный совет института.
С 1962 года проживал в Нью-Йорке, с 1963 года и до своей смерти работал главным редактором газеты «Беларус», сотрудничал с Радио «Свобода».